# Olivier Roy

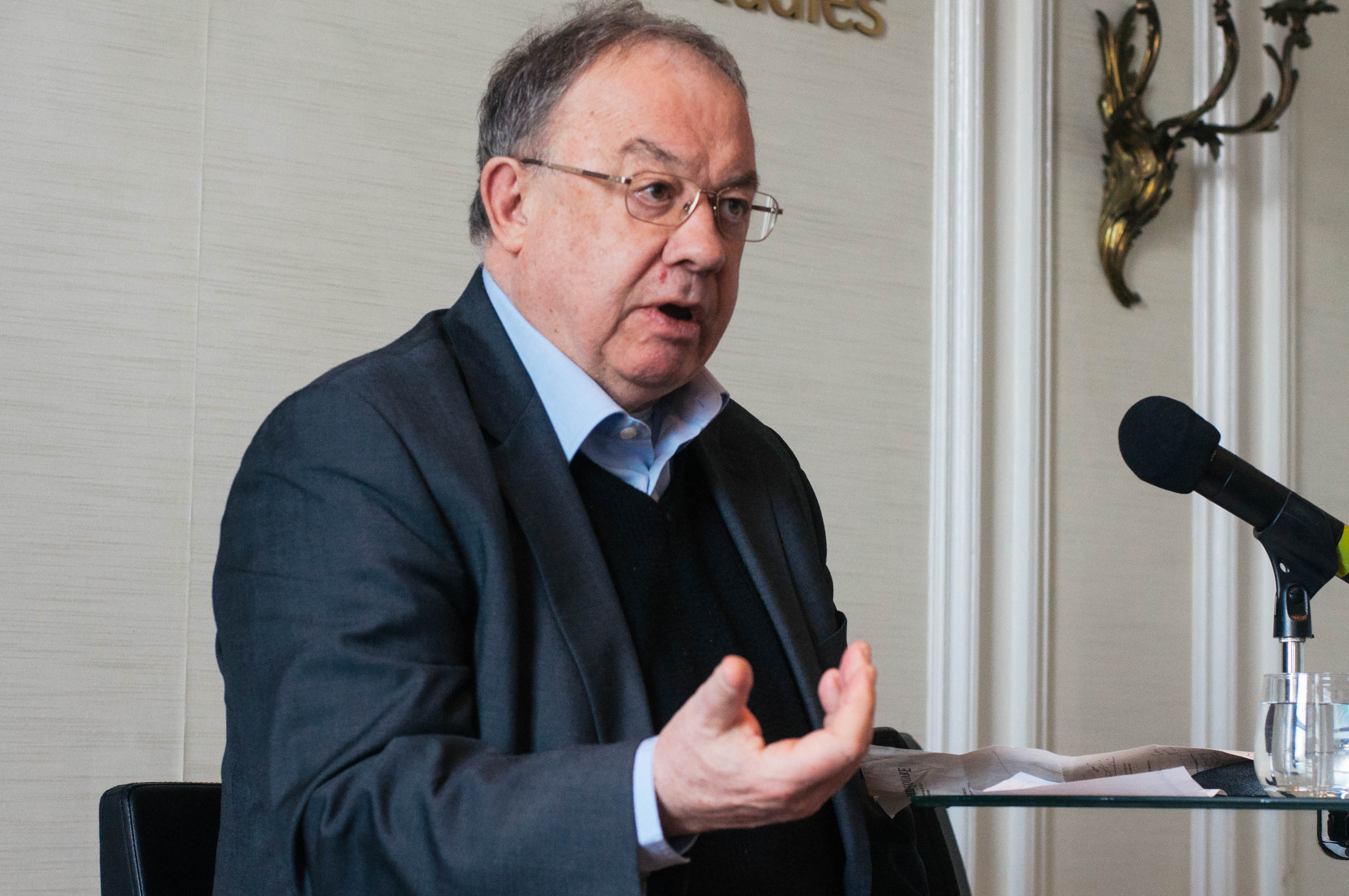
Olivier Roy, 2017

Olivier Roy (La Rochelle, 30 augustus 1949) is een Franse politieke wetenschapper, die zich intensief met de islam heeft beziggehouden.

## Leven
Oliver Roy stamt uit een protestantse familie en studeerde filosofie, Perzische taal en cultuur en politieke wetenschappen in Parijs. In  1984 werd hij adviseur van het Franse ministerie van buitenlandse zaken en in 1988 was hij actief voor de Verenigde Naties in Afghanistan en  in 1993-1994 werkzaam in Tadzjikistan voor de Organisatie voor Veiligheid en Samenwerking in Europa (OVSE). Hij was jarenlang verbonden aan het Franse Centre National de la Recherche Scientifique. Hij doceerde aan de École des Hautes Études en Sciences Sociales en sinds 2008 is hij verbonden aan het European University Institute in Florence.
Roy heeft talrijke boeken geschreven over de islam en over Centraal-Azië, met name Afghanistan. Een van zijn meest opgemerkte thesen is dat het  het islamisme als een politieke ideologie is mislukt. Deze stelling heeft hij uitgewerkt in zijn boek uit 1992, dat in vele talen is vertaald en herdrukt. Zijn latere werk gaat vooral in op de manier waarop religie en wel met name de fundamentalistische varianten daarvan zich manifesteren in de moderne maatschappij en hoe zij zich verhouden tot de seculiere staat.

## Werken
- Leibniz et la Chine, Paris 1972
- Afghanistan, Islam et modernité politique, Paris 1985
- L’Échec de l’Islam politique, Paris 1992 ; The Failure of Political Islam, Harvard, 1994
- Généalogie de l’islamisme, Paris 1995
- La Nouvelle Asie centrale ou la fabrication des nations, Paris, 1997
- Iran: comment sortir d’une révolution religieuse? (met  Farhad Khosrokhavar), Paris 1999
- Les Illusions du 11 septembre. Le débat stratégique face au terrorisme, Paris 2002
- L’Islam mondialisé, Paris 2002
- Réseaux islamiques. La connexion afghano-pakistanaise (met Mariam Abou Zahab), Paris 2002
- La Laïcité face à l’Islam, Paris 2005; Secularism Confronts Islam, Columbia, 2007
- Le Croissant et le chaos, Paris 2007
- La Sainte ignorance. Le temps de la religion sans culture, Paris 2008 ; Holy Ignorance. When Religion and Culture part Ways, London, 2010